# Adam Smith (basket-ball)
Pour les articles homonymes, voir Adam Smith (homonymie) et Smith.
Adam Smith, né le 11 août 1992, à Jonesboro, dans l'État de Georgie, est un joueur américain de basket-ball. Il évolue au poste de meneur.

## Biographie
Le 3 août 2016, il signe son premier contrat professionnel en Italie au Roseto Basket.
Il commence la saison 2017-2018 à l'Élan Chalon. Mi novembre 2017 en accord avec le club chalonais, il quitte le club pour Socar Petkimspor, un club turc de deuxième division. Il retourne en Italie début février 2018 au Pallacanestro Orzinuovi qui évolue en deuxième division. Fin mars 2018, il connaît son quatrième club de cette saison en signant à Capo d'Orlando.

## Statistiques

### Universitaires
| Saison    | Équipe              | Matchs | Titul. | Min./m | % Tir | % 3pts | % LF | Rbds/m. | Pass/m. | Int/m. | Ctr/m. | Pts/m. |
| --------- | ------------------- | ------ | ------ | ------ | ----- | ------ | ---- | ------- | ------- | ------ | ------ | ------ |
| 2011-2012 | UNC Wilmington (en) | 31     | 28     | 30,3   | 37,9  | 33,1   | 81,7 | 3,23    | 1,58    | 0,48   | 0,03   | 13,71  |
| 2013-2014 | Virginia Tech       | 14     | 9      | 25,8   | 38,4  | 35,8   | 81,8 | 2,29    | 2,14    | 0,14   | 0,00   | 11,00  |
| 2014-2015 | Virginia Tech       | 33     | 21     | 29,9   | 43,8  | 42,4   | 74,2 | 2,58    | 0,91    | 0,36   | 0,12   | 13,42  |
| 2015-2016 | Georgia Tech        | 36     | 35     | 30,5   | 40,7  | 41,4   | 80,3 | 2,28    | 1,92    | 0,42   | 0,03   | 15,00  |
| Total     |                     | 114    | 93     | 29,7   | 40,4  | 39,1   | 79,3 | 2,62    | 1,56    | 0,39   | 0,05   | 13,70  |

### Professionnelles
| Saison    | Équipe           | Matchs | Titul. | Min./m | % Tir | % 3pts | % LF | Rbds/m. | Pass/m. | Int/m. | Ctr/m. | Pts/m. |
| --------- | ---------------- | ------ | ------ | ------ | ----- | ------ | ---- | ------- | ------- | ------ | ------ | ------ |
| 2016-2017 | Roseto           | 37     | 37     | 33,0   | 46,1  | 41,5   | 86,8 | 3,03    | 2,35    | 1,00   | 0,03   | 23,59  |
| 2017      | Chalon-sur-Saône | 8      | 6      | 28,8   | 41    | 29     | 85   | 2,1     | 3,3     | 0,5    | 0,1    | 12,3   |

## Palmarès
- CAA All-Rookie Team - 2012
- 2e meilleur marqueur de la deuxième division du championnat italien en 2016-2017.
- MVP de la 2e journée de la saison régulière de Ligue des champions 2017-2018.
- MVP de la 6e journée de la saison régulière de Ligue des champions 2019-2020.